# Cēsis (distrito)
Cēsis (letão: Cēsu rajons) é um distrito da Letônia localizado na região de Vidzeme. Sua capital é a cidade de Cēsis.
Faz limite com: Valmiera e Valka ao norte, Limbaži e Rīga a oeste, Gulbene a leste, Ogre e Madona ao sul.